# Retiniphyllum chloranthum
Retiniphyllum chloranthum är en måreväxtart som beskrevs av Adolpho Ducke. Retiniphyllum chloranthum ingår i släktet Retiniphyllum och familjen måreväxter. Inga underarter finns listade i Catalogue of Life.